# Ana Luiza Koehler
Ana Luiza Koehler, né le 12 mai 1977 à Porto Alegre, est une auteure de bande dessinée brésilienne et architecte. 

## Biographie
Elle est titulaire d'une maîtrise en architecture de l'Université fédérale du Rio Grande do Sul et a travaillé avec l'illustration depuis 1993, principalement avec des éditeurs du marché de la bande dessinée franco-belge,,.
Son premier travail a été pour l'éditeur européen Éditions Daniel Maghen en 2009, en étant responsable de l'art des deux volumes du roman graphique Awrah, écrit par Fuat Erkol et Christian Simon. Koehler a également travaillé pour des éditeurs tels que Soleil Productions, Fauvard et DC Comics, entre autres, ainsi que la création d'illustrations scientifiques de l'archéologie et de l'histoire.
En 2015, Koehler est devenu commissaire du Festival Internacional de Quadrinhos, le festival de bande dessinée le plus traditionnel au Brésil. La même année, elle publie au Brésil le roman graphique indépendant Beco do Rosário, qui parle de la modernisation de Porto Alegre dans les années 1920 et raconte l'histoire fictive de Vitória, une jeune fille qui vit dans la région de Beco do Rosário et qui rêve de devenir journaliste. Les dessins ont été réalisés avec stylo plongeur et aquarelle. Le travail a été développé en parallèle à la thèse de Master de Koehler, dont le thème était les changements urbains de la région de Beco do Rosário,.
En 2016, Koehler a remporté le Troféu HQ Mix, le plus important prix de la bande dessinée brésilienne, dans la catégorie « meilleure publication d'auteur indépendant » par son roman graphique Beco do Rosario. Une exposition d'art sur ce livre, tenue à Galeria Hipotética, à Porto Alegre, avec des pages originales, des photos des années 1920 et des études de personnages et de paysages, a également été récompensée la même année dans la catégorie "meilleure exposition",.

## Publications
- Awrah volume 1: La Rose des sables (scénario de Fuat Erkol et Christian Simon, Éditions Daniel Maghen, 2009,  (ISBN 978-2-356-74012-0))[9]
- Awrah volume 2: Le Maudit (scénario de Fuat Erkol et Christian Simon, Éditions Daniel Maghen, 2010,  (ISBN 978-2-356-74020-5))[9]
- Carthage volume 2: La flamme de Vénus (scénario de Grégory Lassablière et Fabrice David, Soleil Productions, 2011,  (ISBN 978-2-302-01815-0))[10]
- MSP Novos 50 – Mauricio de Sousa por Novos 50 Artistas (divers artistes, Panini Brasil, 2011, soft cover  (ISBN 978-85-7351-815-3), hard cover  (ISBN 978-85-7351-814-6))[11]
- La Centurie des Convertis (scénario de Bruno Césard, co-dessiner Manual Morgado, Fauvard Éditeur, 2011,  (ISBN 978-2-9538133-2-6))[12]
- Vertigo Quarterly CMYK volume 1: Cyan (divers artistes, DC Comics, 2014)[13]
- Beco do Rosário (independent, 2015)[6]
- Une génération française volume 3: Ayez confiance! (scénario de Thierry Gloris, Soleil Productions, 2017,  (ISBN 978-2-302-06401-0))[14]
- Une génération française volume 6: Radio-Paris ment (scénario de Thierry Gloris, Soleil Productions, 2018,  (ISBN 978-2-302-06993-0))[14]